# سیارک ۱۱۸۷
سیارک ۱۱۸۷ (به انگلیسی: 1187 Afra، نامگذاری:1929XC) هزار و صد و هشتاد و هفتمین سیارک کشف شده‌است که در ۶ دسامبر ۱۹۲۹ و در هایدلبرگ کشف شد.
قدر مطلق سیارک برابر ۱۱٫۳۰ است.